# Серж Кевін
Серж Кевин (фр. Serge Kevyn, нар. 3 серпня 1994, Порт-Жантіль) — габонський футболіст, нападник клубу «Уніан Лейрія».
Виступав, зокрема, за клуби «кальчіо Ногуеїренсе» та «Візела», а також національну збірну Габону.

## Клубна кар'єра

### Початок кар'єри. Виступи в Ногуеїренсе
Народився 3 серпня 1994 року в місті Порт-Жантіль. Вихованець футбольної школи клубу «Брага».
У дорослому футболі дебютував 2013 року виступами за команду третього дивізіону португальського чемпіонату «Ногуеїренсе», у якій провів один сезон, взявши участь у 20 матчах чемпіонату. За свій новий клуб дебютував 25 серпня 2013 року в матчі національного чемпіонату проти «Бенфіки» (Каштелу-Бранку). Першим голом у професіональній кар'єрі відзначився 27 жовтня 2013 року в домашньому матчі чемпіонату проти «Мантейнаш» на 98-й хвилині, встановивши остаточний рахунок в матчі, 2:2. У складі був одним з головних бомбардирів команди, маючи середню результативність на рівні 0,55 голу за гру першості (11 голів у 20 матчах).

### Маритіму
Своєю грою за цю команду привернув увагу представників тренерського штабу клубу «Маритімо Б». Влітку 2014 року переходить до «Маритімо Б» в Сегунда Лізі, другому дивізіоні чемпіонату, дебютував у новому клубі 9 серпня 2014 року, в програному виїзному матчі (1:2) чемпіонату проти «Авешу», вийшовши на поле на 65-й хвилині. Він завершив сезон з 12-ма зіграними матчами в складі «Маритімо B» та 3-ма зіграними матчами в складі «Маритімо C», який виступає в третьому дивізіоні національного чемпіонату.

### Візела
З липня 2015 року захищав кольори команди клубу «Візела» з Національного чемпіонату Португалії. У складі «Візели» дебютував 23 серпня 2015 року в матчі чемпіонату проти «Фафе», вийшовши на поле на 57-й хвилині. 13 вересня відзначився першим голом у складі «Візели» в переможному матчі (4:1) проти «Мондіненше», своїм голом в тому матчі встановив рахунок 3:0. Більшість часу, проведеного у складі «Візели», був основним гравцем атакувальної ланки команди, у складі команди зіграв 24 матчі та відзначився 3-ма голами й допоміг клубу вийти до Другого дивізіону на сезон 2016/17 років.

### Уніау Лейрія
Проте вже в 2016 році відмовився залишатися в «Візелі» й приєднався до складу «Уніан Лейрія». У футболці «Уніау» дебютував 21 серпня 2016 року в програному матчі (0:1) чемпіонату проти «Карапіньяренше». 23 жовтня відзначився дублем в переможному матчі (3:0) національного чемпіонату проти сулль'Олейруш. Загалом встиг відіграти за клуб з Лейрії 11 матчів національного чемпіонату.

## Виступи за збірну
5 березня 2014 року дебютував у складі національної збірної Габону в товариському матчі в Марракеші проти збірної Марокко (1:1), вийшовши на поле на 86-й хвилині. Наразі провів у формі головної команди країни 6 матчів.
У складі збірної був учасником Кубка африканських націй 2017 року у Габоні.

## Статистика виступів

### Статистика виступів за клуби
Станом на 21 грудня 2016 року
| Сезон             | Команда           | Чемпіонат         | Чемпіонат | Чемпіонат | Нац. кубок | Нац. кубок | Нац. кубок | Конт. кубок | Конт. кубок | Конт. кубок | Інші кубки | Інші кубки | Інші кубки | Загалом | Загалом | Загалом |
| Сезон             | Команда           | Змаг.             | Матчі     | Голи      | Змаг.      | Матчі      | Голи       | Змаг.       | Матчі       | Голи        | Змаг.      | Матчі      | Голи       | Матчі   | Голи    |         |
| ----------------- | ----------------- | ----------------- | --------- | --------- | ---------- | ---------- | ---------- | ----------- | ----------- | ----------- | ---------- | ---------- | ---------- | ------- | ------- | ------- |
| 2013/14           | Ногуеїренсе       | НЧ                | 20        | 11        | КП         | 0          | 0          | -           | -           | -           | -          | -          | -          | 20      | 11      |         |
| 2014/15           | Марітіму B        | СЛ                | 12        | 0         | -          | -          | -          | -           | -           | -           | -          | -          | -          | 12      | 0       |         |
| 2014/15           | Марітіму C        | НЧ                | 4         | 0         | -          | -          | -          | -           | -           | -           | -          | -          | -          | 4       | 0       |         |
| 2015/16           | Візела            | НЧ                | 23        | 3         | КП         | 1          | 0          | -           | -           | -           | -          | -          | -          | 24      | 3       |         |
| 2016/17           | Уніау Лейрія      | НЧ                | 11        | 5         | КП         | 0          | 0          | -           | -           | -           | -          | -          | -          | 11      | 5       |         |
| Усього за кар'єру | Усього за кар'єру | Усього за кар'єру | 70        | 19        | -          | 1          | 0          | -           | -           | -           | -          | -          | -          | 71      | 19      |         |

### Статистика виступів за збірну
| Дата       | Місто         | Господарі | Результат | Гості             | Турнір                        | Голи | Примітки |
| ---------- | ------------- | --------- | --------- | ----------------- | ----------------------------- | ---- | -------- |
| 5-3-2014   | Марракеш      | Марокко   | 1 – 1     | Габон             | товариський матч              | -    | 86'      |
| 6-9-2016   | Limbe         | Камерун   | 2 – 1     | Габон             | товариський матч              | -    | 88'      |
| 12-11-2016 | Бамако        | Малі      | 0 – 0     | Габон             | Відбір до ЧС 2018             | -    | 57'      |
| 15-11-2016 | Туніс (місто) | Габон     | 1 – 1     | Коморські Острови | товариський матч              | -    | 39'      |
| 14-01-2017 | Лібревіль     | Габон     | 1 – 1     | Гвінея-Бісау      | Кубок африканських націй 2017 | -    | 88'      |
| 18-01-2017 | Лібревіль     | Габон     | 1 – 1     | Буркіна-Фасо      | Кубок африканських націй 2017 | -    | 75'      |
| Усього     |               | Матчів    | 6         |                   | Голів                         | 0    |          |